# Psilonotus hortensia
Psilonotus hortensia är en stekelart som beskrevs av Walker 1846. Psilonotus hortensia ingår i släktet Psilonotus och familjen puppglanssteklar. Arten är reproducerande i Sverige. Inga underarter finns listade i Catalogue of Life.